# Graphania acceptrix
Graphania acceptrix là một loài bướm đêm trong họ Noctuidae.